# شونهبك
شونبك (بالألمانية: Schönebeck) هي بلدة و بلدة ألمانية تقع في ألمانيا في زالتلاندكرايس. يقدر عدد سكانها بـ 35,238 نسمة .

## المدن التوأمة
مدن Jarosław، Garbsen، باردوبيتسه، فارمرز برانش (تكساس)، سوك و ريتشاو هي مدن توأمة لـشونبك.

## أعلام
- تيم بارتلس
- لودفيغ شنايدر
- إريك نويتش
- إرنست كيرلاخ
- ديفيد جيل
- ويلي وولف